# Banyutus lethalis
Banyutus lethalis är en insektsart som först beskrevs av Walker 1853.  Banyutus lethalis ingår i släktet Banyutus och familjen myrlejonsländor. Inga underarter finns listade i Catalogue of Life.